# Ретродраг Ситничар
Ретродраг Ситничар био је српски витез који је, према предању, покушао убити Мехмеда II при његовом уласку у Смедерево 20. јуна 1459. године и при паду Српске деспотовине.

## Предање
Према предању, Ретродраг Ситничар рођен је 22. априла 1421. године као син српског сакаџије око данашњег насеља Дрваре на Косову и Метохији. Име је добио управо по месту рођења које се тада звало Ретрице и кроз које протиче река Ситница. Најпознатији је по томе што се борио се у Битци код Лесковца где је успео да побегне након смрти Николе Скобаљића. У народном предању описано је да је Ситничар осећао гнев и мржњу према самом себи због "кукавичког чина" који починио. При паду Српске деспотовине и уласка турских трупа 20. јуна 1459. године, покушао је да изврши атентат на турског султана Мехмеда II. Атентат је завршио неуспело, а он бива убијен набијањем на колац.

## Битка код Лесковца
24. септембра 1454. године код Дубочице, односно данашњег Лесковца, одиграла се крвава битка између турске и српске војске. Према предању, Ситничар је разговарао са војводом Николом Скобаљићем где се залагао за избегавање битке, јер је веровао да српска војска још увек није спремна за сукоб са много бројнијом и боље опремљеном турском војском. Никола Скобаљић није желео да послуша, како Ситничара, тако ни самог деспота који је такође саветовао да се битка избегне. Рано ујутро, српска војска се сусрела са турском војском која се кретала из правца Македоније. На изненађење многих, српска војска је успела да нанесе велике губитке турској војсци. Ситничар се показао као веома вешт борац. Охрабрени успесима, српски војници јуначки су марширали јужније од Лесковца не би ли додатно поразили турске трупе које су се налазиле на овим поседима. Срби су све више напредовали, а у тим пределима су однесене кључне победе. Српски продор и побеђивање завршило се када је Мехмед II лично дошао да предводи турску војску против трупа српског војводе. Видевши да ће се ове борбе завршити кобно по Србе, Ситничар је побегао и нашао уточиште око данашњег насеља Доње Стопање северније од Лесковца.

## После 1454. године
После Битке код Лесковца, Ситничар је живео номадским животом. Стално је мењао своја уточишта ишавши све северније. Почетком 1459. године стигао је до престонице Српске деспотовине, Смедерева, где је живео све до своје смрти. Током сталних селидби, успевао је да пронађе воду и храну уз помоћ људи који су му помагали и давали му воду и по кој оброк. Након смрти војводе Скобаљића, заветовао се да ће убити турског султана Мехмеда II.
Након неуспелог атентата, Ситничар бива набијен на колац, а после смрти његов леш бива бачен у Дунав.